# لئوپولد یکم، مارگراف اتریش
لئوپولد یکم، مارگراف اتریش (آلمانی: der Erlauchte؛ دهه 940 – ۱۰ ژوئیهٔ ۹۹۴) یک مارگراف در اتریش از دودمان بابنبرگ بود.
وی اولین ماگرافت اتریش از خاندان بابنبرگ بوده که از سال ۹۷۶ تا زمان مرگ یعنی ۹۹۴ میلادی در قدرت بوده است.